# St. Paul’s Convent School
St. Paul’s Convent School (SPCS, chinesisch 聖保祿學校) ist eine private katholische Mädchenschule in Hongkong, die 1854 von den aus Frankreich stammenden Paulusschwestern von Chartres gegründet wurde. Die Schule hieß zunächst French Convent School und erhielt 1955 ihren heutigen Namen. Die SPCS erlangte 15 Mal den Hong Kong Outstanding Students Award und liegt damit auf Rang 4 aller weiterführenden Schulen in Hongkong.
Die Schule besteht aus drei Abteilungen: Kindergarten, Grundschule und weiterführende Schule, mit dem Ziel “to provide a seamless bilingual education for girls in a happy and motivating learning environment so that they will learn to embrace the Paulinian heritage of truth, beauty, goodness, nobility and honour.” (deutsch: „einen nahtlosen zweisprachigen Unterricht für Mädchen in einer inspirierenden und motivierenden Lernumgebung zu bieten, so dass sie das Paulus’sche Vermächtnis von Wahrheit, Schönheit, Güte, Edelmut und Ehre anzunehmen“).
Der Wahlspruch der Schule lautet lateinisch Omnia omnibus ‚Alles ist in allem‘.

## Einrichtungen
Es gibt ein Schwimmbecken, eine Bibliothek, Labore und andere Einrichtungen.

## Häuser
Die Studenten der St. Paul’s Convent School sind in sechs „Häuser“ aufgeteilt. In jährlichen Veranstaltungen wie dem Sportfest oder der Schwimmgala treten die sechs Häuser in Anfeuerungswettbewerben gegeneinander an und versuchen, den Sieger aller Häuser zu bestimmen und den Anfeuerungspreis zu gewinnen.

### Haus Morris (Lila)
Benannt nach Margaret Morris (1891–1980), einer in London geborenen Tänzerin. Sie erhielt keine institutionelle Bildung, hatte jedoch Tanzunterricht, wo sie bald gegen das klassische Ballett rebellierte und selbst Übungen erschuf. Sie adaptierte sechs klassische griechische Tanzpositionen als Grundlage ihres eigenen Bewegungssystems. 1915 eröffnete sie den Margaret Morris Club, der ein Zentrum der Diskussion und Präsentation kreativer Ideen wurde. Sie entwickelte ihre Übungen zu einem sportlichen Training für Behinderte und in der Schulbildung. Ihr Einfluss auf die moderne Praxis körperlicher Übungen für Behinderte und für choreografische Innovationen war immens. Das Haus Morris liegt bei den Anfeuerungswettbewerben vorn. Beim Sportfest 2019–2020 erreichte es einen Highscore von 192 Punkten.

### Haus Cavell (Blau)
Benannt nach Edith Louisa Cavell (1865–1915), einer britischen Krankenschwester, die während des Ersten Weltkriegs eine gefeierte Märtyrerin wurde. Geboren in England, begann Cavell ihre Karriere als Krankenschwester 1895 in einem Londoner Hospital. Später wurde sie die erste Leiterin des Berkendael Medical Institute in Brüssel. Während ihrer Arbeit half sie britischen, französischen und belgischen Soldaten, durch die niederländische Front zu entkommen. Für diese Aktivitäten wurde Edith Cavell von den Deutschen als Spionin angeklagt und hingerichtet.

### Haus Kenny (Green)
Benannt nach Elizabeth Kenny (1886–1952), einer australischen Krankenschwester, die für ihre Technik der Behandlung von Poliomyelitis oder Kinderlähmung bekannt wurde. Kenny übernahm ein Therapiesystem, das manchmal zu kompliziert, zu ausufernd und zu zeitintensiv war. Trotzdem schaffte Elizabeth Kenny es, Aufmerksamkeit auf Poliomyelitis als nationales Problem zu lenken. 1942 wurde in Minnesota, USA, das Elizabeth Kenny Institute gegründet. Schwester Kenny wurde als Florence Nightingale der Orthopädie angesehen.

### Haus Curie (Yellow)
Benannt nach Marie Skłodowska Curie (1867–1934). Zusammen mit ihrem Ehemann, dem französischen Chemiker Pierre Curie entdeckte Marie Curie Polonium und Radium. Sie ist die einzige Person, die je zwei Nobelpreise gewann, 1903 und 1911. Marie Curie gründete das Paris Institute of Radium und wurde von der französischen Regierung zur Direktorin ernannt. Curie wurde ein Opfer der Leukämie, da sie durch ihre Experimente sehr lange radioaktiver Strahlung ausgesetzt war.

### Haus Keller (Rot)
Benannt nach Helen Adams Keller (1880–1968), einer US-amerikanischen Autorin und Blindenlehrerin. Seit ihrer Kindheit konnte Keller weder sprechen, hören, noch sehen. Mit der Unterstützung von Anne M. Sullivan lernte Keller Brailleschrift zu lesen und zu schreiben, eine Schreibmaschine zu benutzen, zu sprechen und fünf Sprachen zu beherrschen. Nachdem sie Auszeichnung das Radcliffe College absolviert hatte, begann sie intensiv mit der Ausbildung von Blinden und erhielt viele Ehrungen für ihre Erfolge. Helen Keller führte die Arbeit der "Foundation of the Blind" fort.

### Haus Mason (Orange)
Benannt nach Charlotte Mason (Marie Shew; 1842–1923), einer Lehrerin, deren Philosophie viel Einfluss auf die Praxis moderner Grundschulen hat. Sie glaubte an die Reaktion aller Kinder auf alle lebendigen Ideen, die in literarischer Form präsentiert werden. Kinder müssten ihren Unterricht lieben. Das Verlangen nach Wissen sollte die einzige Motivation sein. Sie schätzte zudem die Bedeutung elterlicher Beteiligung am Selbstbewusstsein und Fortschritt der Kinder. Sie gründete die Parents’ Union School, eine Fernschule, die sich in ganz England ausbreitete. Die Nachfrage von Hauslehrerinnen, die ihre Methoden einsetzen wollten, führten dazu, dass sie junge Frauen ausbildete, und deren Status verbesserte, indem sie adäquate Bezahlung und Arbeitsbedingungen forderte. Diese Studentinnen wurden in ihrem Haus in Ambersice ausgebildet, dem heutigen Charlotte Mason College.

## Außerschulische Aktivitäten
Lernende nehmen an verschiedenen außerschulischen Aktivitäten und Wettbewerben teil. Es gibt jährliche klassenübergreifende englische und chinesische Debattierwettbewerbe und eine jährliche Musiktalentsuche (englisch Music Talent Quest, MTQ). Es gibt zudem 55 außerschulische Clubs, Gesellschaften, Freiwilligendienste und Interessengruppen, denen sich die Lernenden anschließen können, um ihre Interessen und Talente zu erforschen. Des Weiteren gibt es internationale Austauschprogramme mit Schulen in Peking, der Stanford University, Kanada, Sichuan, Spanien und Frankreich.
Die SPCS hat verschiedene Sportteams, darunter für Athletik, Schwimmen, Badminton, Drachentanz und Netball.
Der SPCS-Tanzklub besteht aus Teams für Orientalischen Tanz, Western Dance, Modern Dance und Chinesischen Tanz.
Die beiden SPCS-Tanzteams treten bei verschiedenen Gelegenheiten auf, wie der Eröffnung der Pferdewettkämpfe der Olympischen Spiele 2008, die in Hongkong stattfanden. Jedes Team verfügt über etwa 20 Tänzerinnen, die immer im September bei Audits durch ein Komitee ausgewählt werden. Die Tänzerinnen proben zweimal pro Woche ein bis zwei Stunden. Weitere Trainings finden vor Wettbewerben statt.

## Alumni
- Shirley Kwan, Sängerin
- Anne Heung, Schauspielerin
- Stephanie Che, Schauspielerin
- Christine Loh, ehemaliges Mitglied des Legislativrats
- Ellen Joyce Loo (1986–2018), Sängerin
- Nicola Cheung (* 1976 oder 1979), Schauspielerin
- Lydia Dunn, Baroness Dunn (* 1940), ehemalige Life Peer im House of Lords des britischen Parlaments
- Ann Hui (* 1947), Regisseurin
- Pansy Ho (* 1962), Geschäftsfrau

## Schwesterschulen
- St. Paul’s Secondary School
- St. Paul’s School (Lam Tin)